# Heineken Open 2012
L'Heineken Open 2012 è stato un torneo di tennis giocato sul cemento, facente parte della categoria ATP World Tour 250 series nell'ambito dell'ATP World Tour 2012. È stata la 56ª edizione dell'Heineken Open. Si è giocato nell'ASB Tennis Centre di Auckland in Nuova Zelanda, dal 9 al 14 gennaio 2012.

## Partecipanti

### Teste di serie
| Nazionalità | Giocatore             | Ranking* | Testa di serie |
| ----------- | --------------------- | -------- | -------------- |
| Spagna      | David Ferrer          | 5        | 1              |
| Spagna      | Nicolás Almagro       | 10       | 2              |
| Spagna      | Fernando Verdasco     | 24       | 3              |
| Argentina   | Juan Ignacio Chela    | 29       | 4              |
| Sudafrica   | Kevin Anderson        | 32       | 5              |
| Brasile     | Thomaz Bellucci       | 37       | 6              |
| Stati Uniti | Donald Young          | 39       | 7              |
| Germania    | Philipp Kohlschreiber | 43       | 8              |

* Ranking al 2 gennaio 2011.

### Altri partecipanti
I seguenti giocatori hanno ricevuto una wildcard per il tabellone principale:
- Ryan Harrison
- Sam Querrey
- Michael Venus

I seguenti giocatori sono passati dalle qualificazioni: 

- Benoît Paire
- Tobias Kamke
- Stéphane Bohli
- Adrian Mannarino

## Punti e montepremi
Il montepremi complessivo è di 398.250 $.
| Torneo    | Torneo              | V      | F      | SF     | QF     | 2T    | 1T    | Q  | Q3  | Q2  | Q1 |
| Singolare | Punti               | 250    | 150    | 90     | 45     | 20    | 0     | 12 | 6   | 0   | 0  |
| Singolare | Premi in denaro ($) | 71.900 | 37.860 | 20.510 | 11.685 | 6.885 | 4.080 | –  | 660 | 315 | 0  |
| Doppio    | Punti               | 250    | 150    | 90     | 45     | 0     | –     | –  | –   | –   | –  |
| Doppio    | Premi in denaro ($) | 21.800 | 11.480 | 6.220  | 3.560  | 2.090 | –     | –  | –   | –   | –  |

## Campioni

### Singolare
David Ferrer ha sconfitto in finale  Olivier Rochus per 6-3, 6-4.
- È il dodicesimo titolo in carriera per Ferrer e la terza vittoria dell'Heineken Open.

### Doppio
Oliver Marach /  Alexander Peya hanno sconfitto in finale  František Čermák /  Filip Polášek per 6-3, 6-2.